# Coupe d'Algérie de football 2016-2017
Navigation
Coupe d'Algérie
2015-2016 Coupe d'Algérie
2017-2018
La Coupe d'Algérie de football 2016-2017 est la 53e édition de la Coupe d'Algérie de football.
Le vainqueur de cette compétition sera qualifié pour le tour préliminaire de la Coupe de la confédération africaine.
Le groupe de télécommunications ATM Mobilis est le sponsor de la compétition.
Le CR Belouizdad s'impose en finale 1 - 0 contre l'ES Setif vainqueur du championnat d'Algérie la même saison.
C'est la 1re finale perdue de l'ES Sétif, et le 7e titre dans l'histoire du CR Belouizdad.

## Calendrier

### Dates des matchs
| Tour                           | Nom                                   | Dates retenues    | Équipes participantes | Équipes gagnantes |
| Épreuve éliminatoire (2016)    |                                       |                   |                       |                   |
| 1                              | Premier tour                          | Dates régionales  | -                     | -                 |
| 2                              | Deuxième tour                         | Dates régionales  | -                     | -                 |
| 3                              | Troisième tour                        | octobre           | 192                   | 96                |
| 4                              | Quatrième tour                        | novembre          | 96                    | 48                |
| Compétition propre (2016-2017) |                                       |                   |                       |                   |
| Entrée des 16 clubs de Ligue 1 |                                       |                   |                       |                   |
| 5                              | Trente-deuxièmes de finale            | 25 et 26 Novembre | 48 + 16               | 32                |
| 6                              | Seizièmes de finale                   | 16 et 17 Décembre | 32                    | 16                |
| 7                              | Huitièmes de finale                   | 27 et 28 Décembre | 16                    | 8                 |
| 8                              | Quarts de finale                      | mars              | 8                     | 4                 |
| 9                              | Demi-finales                          | Juin              | 4                     | 2                 |
| 10                             | Finale Stade du 5 juillet 1962, Alger | Juillet           | 2                     | 1                 |

### Dates des tirages au sort
Le tirage au sort des 32e de finale a eu lieu le dimanche 13 novembre à l’Ecole de l’Hôtellerie et de la Restauration de Ain Benian (Alger).

## Avant Dernier Tour Régional
| Ligue d'Alger Avant Dernier tour régional ( Octobre 2016 à 14h 30) |                              |             |                          |  |  |  |
| 1                                                                  | CRB Dar El Beida             | 1-1 t.a.b   | JSM Cheraga              |  |  |  |
| 2                                                                  | Hydra AC                     | 0-1         | ESM Boudouaou            |  |  |  |
| 3                                                                  | NARB Reghaia                 | 1-1 t.a.b   | JS Azzazga               |  |  |  |
| 4                                                                  | ES Azeffoun                  | 0-2         | JS Tichy                 |  |  |  |
| 5                                                                  | RC Boumerdès                 | 1-2         | RC Kouba                 |  |  |  |
| 6                                                                  | OC Beaulieu                  | 2-3         | DRB Staoueli             |  |  |  |
| 7                                                                  | IB Khemis El Khechna         | 0-3         | JS Hai Djebel            |  |  |  |
| 8                                                                  | MB Bouira                    | 1-3         | OM Ruisseau              |  |  |  |
| 9                                                                  | US Oued Amizour              | 0-1         | JSM Bejaia               |  |  |  |
| 10                                                                 | DRB Baraki                   | 0-1         | Paradou AC               |  |  |  |
| 11                                                                 | US Beni Douala               | 1-0         | JS Akbou                 |  |  |  |
| 12                                                                 | CA Kouba                     | 2-1         | WA Rouiba                |  |  |  |
| 13                                                                 | EC Oued Smar                 | 0-0 t.a.b   | ES Ben Aknoun            |  |  |  |
| 14                                                                 | ES Sour El Ghozlane          | 4-0         | USM Chéraga              |  |  |  |
| 15                                                                 | AS Protection Civile         | 1-0         | CRB Tizi Ouzou           |  |  |  |
| 16                                                                 | IB Lakhdaria                 | 2-3 a.p     | NR Dely Ibrahim          |  |  |  |
| Ligue de Blida Avant Dernier tour régional (// à 14h 30)           |                              |             |                          |  |  |  |
| 1                                                                  | ASO Chlef                    | 3 - 0       | CRB Aïn Oussara          |  |  |  |
| 2                                                                  | USM Blida                    | 3 - 1       | CRB Beni Tamou           |  |  |  |
| 3                                                                  | ES Berrouaghia               | 3 - 0       | IRB Boumedfaa            |  |  |  |
| 4                                                                  | MCB Oued Sly                 | 2 - 0       | CRB Ouled Ben Abdelkader |  |  |  |
| 5                                                                  | ORB Oued Fodda               | 1 - 0       | CRB Sendjas              |  |  |  |
| 6                                                                  | WA Boufarik                  | 1 - 0       | USMM Hadjout             |  |  |  |
| 7                                                                  | ESM Koléa                    | 3 - 2       | CRB Chaiba               |  |  |  |
| 8                                                                  | CRB Boukadir                 | 2 - 0       | US Hadjret Ennous        |  |  |  |
| 9                                                                  | RC Arba                      | 1 - 0       | SKAF Khemis Miliana      |  |  |  |
| 10                                                                 | SC Miliana                   | 1 - 0       | WRN Ain Oussara          |  |  |  |
| Ligue d'Oran Avant Dernier tour régional (// à 14h 30)             |                              |             |                          |  |  |  |
| 1                                                                  | SCM Oran                     | 2-1         | IRB Maghnia              |  |  |  |
| 2                                                                  | CRB Mirine                   | 0-5         | RCB Oued R'hiou          |  |  |  |
| 3                                                                  | ASM Oran                     | 2-1         | CRM Bouguirat            |  |  |  |
| 4                                                                  | CRB Sidi Ali                 | 0-1 a.p     | OM Arzew                 |  |  |  |
| 5                                                                  | US Remchi                    | 1-2 a.p     | ES Mostaganem            |  |  |  |
| 6                                                                  | CR Bendaoud                  | 4-4 t.a.b   | CRB Hennaya              |  |  |  |
| 7                                                                  | IRB El Kerma                 | 1-0         | JS Emir Abdelkader       |  |  |  |
| 8                                                                  | AB Cabat                     | 0-2         | USM Oran                 |  |  |  |
| 9                                                                  | GS Sidi Khaled               | 0-1         | ZSA Témouchent           |  |  |  |
| 10                                                                 | CRB Ben Badis                | 1-3 a.p     | JRB Sidi Brahim          |  |  |  |
| 11                                                                 | WA Tlemcen                   | 0-2         | ASB Maghnia              |  |  |  |
| 12                                                                 | ARB Kheireddine              | 3-2         | CR Témouchent            |  |  |  |
| 13                                                                 | CRB Sfisef                   | 2-1         | WR Ouled Mimoun          |  |  |  |
| 14                                                                 | MB Sidi Chami                | 4-4 t.a.b   | WA Mostaganem            |  |  |  |
| Ligue de Saida Avant Dernier tour régional (// à 14h 30)           |                              |             |                          |  |  |  |
| 1                                                                  | HB El Bordj                  | 2 - 1       | IR Mecheria              |  |  |  |
| 2                                                                  | IS Tighennif                 | 1 - 1 t.a.b | IR Bouhenni Tiaret       |  |  |  |
| 3                                                                  | WAB Tissemsilt               | -           | JS Sig                   |  |  |  |
| 4                                                                  | FCB Frenda                   | 2 - 1       | JS Village Bakir         |  |  |  |
| 5                                                                  | IRB Aïn El Hadjar            | -           | CRB Ebiod Sid Cheikh     |  |  |  |
| 6                                                                  | IRB Sougueur                 | 4 - 0       | CC Sig                   |  |  |  |
| 7                                                                  | MB Hassasna                  | 2 - 1       | SA Mohammadia            |  |  |  |
| 8                                                                  | ESB Dahmouni                 | 0 - 0 t.a.b | ESC Dahmouni             |  |  |  |
| Ligue de Constantine Avant Dernier tour régional(// à 14h 30)      |                              |             |                          |  |  |  |
| 1                                                                  | US Chaouia                   | 2 - 0       | ESC Tadjenanet           |  |  |  |
| 2                                                                  | HB Chelghoum Laid            | 2 - 2 t.a.b | MC Ain Smara             |  |  |  |
| 3                                                                  | CRB El Milia                 | 1 - 0 a.p   | USM Ain Beida            |  |  |  |
| 4                                                                  | CAM Skikda                   | 2 - 1       | ES Collo                 |  |  |  |
| 5                                                                  | IRB Ain Lahdjar              | 3 - 2       | MO Constantine           |  |  |  |
| 6                                                                  | CB Mila                      | 2 - 1 a.p   | AS Ain M'lila            |  |  |  |
| 7                                                                  | MB Bazer Sakhra              | 0 - 0 t.a.b | JS Djijel                |  |  |  |
| 8                                                                  | USC Ain Beida                | 2 - 1       | AB Chelghoum Laid        |  |  |  |
| 9                                                                  | FC Bir El Arch               | 0 - 0 t.a.b | CR Village Moussa        |  |  |  |
| 10                                                                 | NRB Téleghma                 | 2 - 1 a p   | NRB Grarem               |  |  |  |
| Ligue de Batna Avant Dernier tour régional (// à 14h 30)           |                              |             |                          |  |  |  |
| 1                                                                  | CA Bordj Bou Arreridj        | 3 - 0       | IRB Berhoum              |  |  |  |
| 2                                                                  | USM Khenchela                | 2 - 0       | ARB Zaoui                |  |  |  |
| 3                                                                  | NC Magra                     | 2 - 0       | AB Barika                |  |  |  |
| 4                                                                  | US Biskra                    | 1 - 0 a.p   | CRB Ain Yagout           |  |  |  |
| 5                                                                  | ES Bouakeul                  | 3 - 1       | CRB Ain Djasser          |  |  |  |
| 6                                                                  | AS Bordj Ghedir              | 3 - 2       | NRB El Achir             |  |  |  |
| 7                                                                  | A Bou Saada                  | 2 - 0       | MSP Batna                |  |  |  |
| 8                                                                  | WR M'Sila                    | 2 - 1       | CRB Ouled Djellal        |  |  |  |
| 10                                                                 | AB Merouana                  | 1 - 0       | NRB Ouled Derradj        |  |  |  |
| 11                                                                 | CRB Kais                     | 2 - 1       | NRC Boudjelbana          |  |  |  |
| 9                                                                  | MC M'Sila                    | 2 - 1       | MB Barika                |  |  |  |
| 12                                                                 | RUDS Batna                   |             | Exempt                   |  |  |  |
| Ligue de Annaba Avant Dernier tour régional (// à 14h 30)          |                              |             |                          |  |  |  |
| 1                                                                  | USM Annaba                   | 5 - 0       | NRB Tamlouka             |  |  |  |
| 2                                                                  | ES Guelma                    | 5 - 0       | JM Sidi Salem            |  |  |  |
| 3                                                                  | US Tebessa                   | 7 - 0       | CRM Ain Allem            |  |  |  |
| 4                                                                  | Nasr Fedjoudj                | 3 - 0       | CRB Oued Zenati          |  |  |  |
| 5                                                                  | NRB Bouchegouf               | 2 - 1       | HAMRA Annaba             |  |  |  |
| 6                                                                  | MRB Ben M'hidi               | 1 - 0 a.p   | ESB Besbes               |  |  |  |
| 7                                                                  | WM Tébessa                   | 3 - 1       | NRB Cheria               |  |  |  |
| 8                                                                  | OS Ouenza                    | 2 - 1 a.p   | CRB Dréan                |  |  |  |
| 9                                                                  | US Boukhadra                 | 2 - 0       | ESM Guelma (APC)         |  |  |  |
| 10                                                                 | CRB Houari Boumediene        | 2 - 0       | IRB El Hadjar            |  |  |  |
| Ligue de Ouargla Avant Dernier tour régional (// à 14h 30)         |                              |             |                          |  |  |  |
| 1                                                                  | NT Souf                      | 8 - 0       | IRB Aflou                |  |  |  |
| 2                                                                  | Amel Sidi Mahdi              | 3 - 2       | IRB Ain Beida            |  |  |  |
| 3                                                                  | IRB Sidi Bouaziz             | 1 - 1 t.a.b | IRB Robbah               |  |  |  |
| 4                                                                  | MB Rouissat                  | 4 - 0       | ES Ouargla               |  |  |  |
| 5                                                                  | IRB Laghouat                 | 2 - 1 a.p   | ES Moggar                |  |  |  |
| 6                                                                  | CR Beni Thour                | 2 - 0       | RCB Hassi Gara           |  |  |  |
| 7                                                                  | US Souf                      | 2 - 1       | MB Hassi Messaoud        |  |  |  |
| 8                                                                  | MC Mekhadma                  | 1 - 0 a.p   | NRB Touggourt            |  |  |  |
| Ligue de Béchar Avant Dernier tour régional 1999                   |                              |             |                          |  |  |  |
| 1                                                                  | US Béchar Djedid             | -           |                          |  |  |  |
| 2                                                                  | Nadi Emir Abdelkader Tindouf | -           |                          |  |  |  |

## Soixante-quatrièmes de finale
Dernier tour régional
| Ligue d'Alger le vendredi 4 Novembre 2016        |                       |               |                              |  |            |                                 |
| 1                                                | JSM Bejaia            | 3-0           | CA Kouba                     |  |            | stade                           |
| 2                                                | RC Kouba              | 5-2           | NR Dely Ibrahim              |  |            | stade                           |
| 3                                                | Paradou AC            | 2-0           | JS Hai Djebel                |  |            | stade                           |
| 4                                                | ES Sour El Ghozlane   | 0-0 t.a.b 4-2 | CRB Dar El Beida             |  |            | stade                           |
| 5                                                | US Beni Douala        | 2-1           | JS Tichy                     |  |            | stade                           |
| 6                                                | DRB Staoueli          | 1-1 t.a.b 5-4 | OM Ruisseau                  |  |            | stade                           |
| 7                                                | EC Oued Smar          | 2-0           | ESM Boudouaou                |  |            | stade                           |
| 8                                                | JS Azazga             | 4-0           | AS Protection Civile         |  |            | stade                           |
| Ligue de Blida le Samedi 5 Novembre 2016         |                       |               |                              |  |            |                                 |
| 1                                                | ASO Chlef             | 2-1           | WA Boufarik                  |  |            | stade                           |
| 2                                                | USM Blida             | 2-1           | ESM Koléa                    |  |            | stade                           |
| 3                                                | ES Berrouaghia        | 2-1           | CRB Boukadir                 |  |            | stade                           |
| 4                                                | MCB Oued Sly          | 2-0           | RC Arba                      |  |            | stade                           |
| 5                                                | ORB Oued Fodda        | 2-0           | SC Miliana                   |  |            | stade                           |
| Ligue d'Oran le Samedi 5 Novembre 2016           |                       |               |                              |  |            |                                 |
| 1                                                | SCM Oran              | 2-1           | USM Oran                     |  |            | stade                           |
| 2                                                | RCB Oued R'hiou       | 1-0           | ZSA Témouchent               |  |            | stade                           |
| 3                                                | ASM Oran              | 0-0 t.a.b 5-3 | JS Sidi Brahim               |  |            | stade                           |
| 4                                                | OM Arzew              | 1-0 a.p       | ASB Maghnia                  |  |            | stade                           |
| 5                                                | ES Mostaganem         | 2-0           | ARB Kheireddine              |  |            | stade                           |
| 6                                                | CRB Hennaya           | 4-0           | CRB Sfisef                   |  |            | stade                           |
| 7                                                | IRB El Kerma          | 1-0           | WA Mostaganem                |  | 04-11-2016 | stade                           |
| Ligue de Saida le Samedi 5 Novembre 2016         |                       |               |                              |  |            |                                 |
| 1                                                | MC Saida              | 2-1           | GC Mascara                   |  |            | stade 3 frères Amarouche /S.B.A |
| 2                                                | IS Tighennif          | 1-0           | IRB Sougueur                 |  |            | stade                           |
| 3                                                | WAB Tissemsilt        | 1-0           | MB Hassasna                  |  |            | stade                           |
| 4                                                | FCB Frenda            | 4-1           | ESB Dahmouni                 |  |            | stade                           |
| 5                                                | IRB Ain El Hadjar     | 2-0           | HB El Bordj                  |  |            | stade                           |
| Ligue de Batna le vendredi 4 Novembre 2016       |                       |               |                              |  |            |                                 |
| 1                                                | CA Bordj Bou Arreridj | 1-0           | A Bou Saada                  |  |            | stade                           |
| 2                                                | USM Khenchela         | 2-1           | WR M'Sila                    |  |            | stade                           |
| 3                                                | NC Magra              | 2-0           | MC M'Sila                    |  |            | stade                           |
| 4                                                | US Biskra             | 1-0 a.p       | AB Merouana                  |  |            | stade                           |
| 5                                                | ES Bouakeul           | 1-0           | CRB Kais                     |  |            | stade                           |
| 6                                                | AS Bordj Ghedir       | 3-0           | RUDS Batna                   |  | 05-11-2016 | stade                           |
| Ligue de Annaba le vendredi 4 Novembre 2016      |                       |               |                              |  |            |                                 |
| 1                                                | USM Annaba            | 2-1 a.p       | MRB Ben M'hidi               |  |            | stade                           |
| 2                                                | ES Guelma             | 2-0           | WM Tébessa                   |  |            | stade                           |
| 3                                                | US Tebessa            | 1-0           | OS Ouenza                    |  |            | stade                           |
| 4                                                | Nasr Fedjoudj         | 4-2           | US Boukhadra                 |  |            | stade                           |
| 5                                                | NRB Bouchegouf        | 0-0 t.a.b 9-8 | CRB Houari Boumediene        |  |            | stade                           |
| Ligue de Constantine le vendredi 4 Novembre 2016 |                       |               |                              |  |            |                                 |
| 1                                                | MC El Eulma           | 2-1           | CB Mila                      |  |            | stade                           |
| 2                                                | US Chaouia            | 4-1           | MB Bazer Sakhra              |  |            | stade                           |
| 3                                                | HB Chelghoum Laid     | 1-1 t.a.b 6-5 | USC Ain Beida                |  |            | stade Ain M'lila                |
| 4                                                | CRB Aïn Fakroun       | 2-1           | FC Bir El Arch               |  |            | stade                           |
| 5                                                | CRB El Milia          | 0-0 t.a.b 4-2 | NRB Téleghma                 |  |            | stade                           |
| 6                                                | CAM Skikda            | 1-0           | AS Khroub                    |  |            | stade                           |
| 7                                                | IRB Ain Lahdjar       | 2-1           | JSM Skikda                   |  | 05-11-2016 | stade                           |
| Ligue de Ouargla le vendredi 4 Novembre 2016     |                       |               |                              |  |            |                                 |
| 1                                                | NT Souf               | 4-0           | IRB Laghouat                 |  |            | stade                           |
| 2                                                | Amel Sidi Mahdi       | 2-0           | CR Beni Thour                |  |            | stade                           |
| 3                                                | IRB Sidi Bouaziz      | 0-0 t.a.b 4-2 | US Souf                      |  |            | stade                           |
| 4                                                | MB Rouissat           | 2-1 a.p       | MC Mekhadma                  |  | 05-11-2016 | stade                           |
| Ligue de Bechar                                  |                       |               |                              |  |            |                                 |
| 1                                                | US Béchar Djedid      | 2-0           | Nadi Emir Abdelkader Tindouf |  |            | Tindouf                         |

## Trente-deuxièmes de finale
| #  | Club à domicile            | Résultat               | Club à l'extérieur      | Lieu                                              | Date et heure           | Rapport    |
| -- | -------------------------- | ---------------------- | ----------------------- | ------------------------------------------------- | ----------------------- | ---------- |
| 1  | MC Oran (D1)               | 2 - 0                  | MC El Eulma (D2)        | Stade Ahmed Zabana, Oran                          | 24 novembre 2016, 14h45 | Rapport    |
| 2  | USM Alger (D1)             | 2 - 0                  | NT Souf (D4)            | Stade Omar Hamadi de Bologhine, Alger             | 24 novembre 2016, 17h00 | Rapport    |
| 3  | CA Bordj Bou Arreridj (D2) | 1 - 0                  | DRB Tadjenanet (D1)     | Stade 20 Août 1955, Bordj Bou Arréridj            | 24 novembre 2016, 17h00 | Rapport    |
| 4  | RCB Oued Rhiou (D3)        | 1 - 0                  | ES Bouakal (D4)         | Stade Tahar Zoughari, Relizane                    | 25 novembre 2016, 14h45 | [ Rapport] |
| 5  | NB El Fedjoudj (D4)        | 1 - 0                  | IRB Aïn Hadjar (D4)     | Stade Souidani Boudjemaa, Guelma                  | 25 novembre 2016, 14h45 | Rapport    |
| 6  | CAM Skikda (D5)            | 2 - 1 (a.p)            | ES Guelma (D3)          | Stade 20 Août 1955, Skikda                        | 25 novembre 2016, 14h45 | [ Rapport] |
| 7  | JS Sidi Bouaziz (D5)       | 0 - 6                  | ASO Chlef (D2)          | Stade Mohamed Chabani OPOW de Touggourt, Ouargla  | 25 novembre 2016, 14h45 | Rapport    |
| 8  | NC Magra (D3)              | 0 - 0 « 5 - 6 t.a.b. » | JS Saoura (D1)          | Stade Chahid Ouartal El Bachir OPOW, M'Sila       | 25 novembre 2016, 14h45 | Rapport    |
| 9  | US Chaouia (D3)            | 2 - 1                  | IRB Aïn Lahdjar (D4)    | Stade Zerdani Hassouna, Oum El Bouaghi            | 25 novembre 2016, 14h45 | Rapport    |
| 10 | CA Batna (D1)              | 2 - 1                  | JS Azazga (D4)          | Stade Mustapha-Sefouhi, Batna                     | 25 novembre 2016, 15h00 | [ Rapport] |
| 11 | IS Tighenif (D4)           | 1 - 0 (a.p)            | E Sour El Ghozlane (D5) | Stade Meflah Aoued, Mascara                       | 25 novembre 2016, 15h00 | Rapport    |
| 12 | WAB Tissemsilt (D4)        | 0 - 5                  | JS Kabylie (D1)         | Stade Chahid Djilali Bounaama OPOW, Tissemsilt    | 25 novembre 2016, 15h00 | Rapport    |
| 13 | ORB Oued Fodda (D4)        | 1 - 3                  | Paradou AC (D2)         | Stade Mohamed Boumezrag, Chlef                    | 25 novembre 2016, 15h00 | Rapport    |
| 14 | FCB Frenda (D4)            | 1 - 0 (a.p)            | HB Chelghoum Laïd (D3)  | Stade Ait Abderrahim Ahmed, Tiaret                | 25 novembre 2016, 15h00 | Rapport    |
| 15 | DRB Staouéli (D5)          | 1 - 1 « 5 - 4 t.a.b. » | IRB El Kerma (D4)       | Stade de Zeralda, Alger                           | 25 novembre 2016, 15h00 | [ Rapport] |
| 16 | AS Bordj Ghedir (D4)       | 0 - 1                  | CR Belouizdad (D1)      | Stade 20 Août 1955, Bordj Bou Arréridj            | 25 novembre 2016, 16h00 | Rapport    |
| 17 | ES Sétif (D1)              | 2 - 0                  | SCM Oran (D3)           | Stade 8 Mai 1945, Sétif                           | 25 novembre 2016, 16h00 | Rapport    |
| 18 | JSM Béjaïa (D2)            | 1 - 1 « 1 - 2 t.a.b. » | USM Blida (D2)          | Stade de l'Unité Maghrébine, Béjaïa               | 25 novembre 2016, 16h00 | Rapport    |
| 19 | CS Constantine (D1)        | 2 - 1                  | ASM Oran (D2)           | Stade Chahid Hamlaoui, Constantine                | 25 novembre 2016, 16h00 | Rapport    |
| 20 | RC Kouba (D3)              | 1 - 2 (a.p)            | USM Bel Abbès (D1)      | Stade 20 Août 1955 de Ruisseau, Alger             | 25 novembre 2016, 16h00 | Rapport    |
| 21 | ES Berrouaghia (D4)        | 1 - 2                  | US Tebessa (D3)         | Stade Imam Lyès, Médéa                            | 26 novembre 2016, 14h45 | Rapport    |
| 22 | CRB El Milia (D5)          | 1 - 2                  | MB Rouissat (D3)        | Stade Saidouni Bachir d'El Milia, Djijel          | 26 novembre 2016, 14h45 | Rapport    |
| 23 | USM Khenchela (D3)         | 1 - 0                  | EC Oued Smar (D5)       | Stade Hamam Amar, Khenchela                       | 26 novembre 2016, 14h45 | Rapport    |
| 24 | A Sidi Mahdi (D5)          | 0 - 1                  | MC Saïda (D2)           | Stade Mohamed Chabani OPOW de Touggourt, Ouargla  | 26 novembre 2016, 14h45 | Rapport    |
| 25 | CRB Ain Fekroun (D2)       | 0 - 2                  | O Médéa (D1)            | Stade Mohamed Alleg d'Aïn Fakroun, Oum El Bouaghi | 26 novembre 2016, 14h45 | Rapport    |
| 26 | MO Bejaïa (D1)             | 0 - 1                  | NA Hussein Dey (D1)     | Stade 8 Mai 1945, Sétif                           | 26 novembre 2016, 14h45 | Rapport    |
| 27 | CRB Hennaya (D4)           | 2 - 0                  | US Béchar Djedid (D6)   | Stade Frères Nouali de Maghnia, Tlemcen           | 26 novembre 2016, 15h00 | Rapport    |
| 28 | US Beni Douala (D3)        | 2 - 0                  | NRB Bouchegouf (D5)     | Stade 1 novembre 1954, Tizi Ouzou                 | 26 novembre 2016, 15h00 | Rapport    |
| 29 | MCB Oued Sly (D4)          | 1 - 2                  | USM El Harrach (D1)     | Stade Mohamed Boumezrag, Chlef                    | 26 novembre 2016, 15h00 | [ Rapport] |
| 30 | MC Alger (D1)              | 3 - 2                  | OM Arzew (D3)           | Stade Omar Hamadi de Bologhine, Alger             | 26 novembre 2016, 15h00 | Rapport    |
| 31 | USM Annaba (D3)            | 2 - 1                  | US Biskra (D2)          | Stade 19 mai 1956, Annaba                         | 26 novembre 2016, 15h00 | Rapport    |
| 32 | RC Relizane (D1)           | 2 - 1                  | ES Mostaganem (D3)      | Stade Tahar Zoughari, Relizane                    | 26 novembre 2016, 15h00 | Rapport    |

## Seizièmes de finale
Le tirage au sort des 16e de finales a eu lieu le 4 décembre 2016.
| #  | Club à domicile     | Résultat               | Club à l'extérieur         | Lieu                                      | Date et heure           | Rapport |
| -- | ------------------- | ---------------------- | -------------------------- | ----------------------------------------- | ----------------------- | ------- |
| 1  | USM El Harrach (D1) | 2 - 1 (a.p)            | O Médéa (D1)               | Stade 1 Novembre 1954 d'El Harrach, Alger | 17 décembre 2016, 16h00 | -       |
| 2  | FCB Frenda (D4)     | 0 - 1                  | MC Alger (D1)              | Stade Ahmed-Kaïd, Tiaret                  | 16 décembre 2016, 14h45 | -       |
| 3  | JS Saoura (D1)      | 1 - 0                  | CS Constantine (D1)        | Stade 20 Août 1955, Béchar                | 17 décembre 2016, 17h00 | -       |
| 4  | NB El Fedjoudj (D4) | 0 - 0 « 4 - 3 t.a.b. » | USM Annaba (D3)            | Stade Souidani Boudjemaa, Guelma          | 17 décembre 2016, 14h30 | -       |
| 5  | USM Bel Abbès (D1)  | 2 - 0                  | RC Relizane (D1)           | Stade 24 février 1956, Sidi Bel Abbès     | 17 décembre 2016, 16h00 | -       |
| 6  | US Tebessa (D3)     | 2 - 1                  | RCB Oued Rhiou (D3)        | Stade du 4-Mars, Tébessa                  | 17 décembre 2016, 14h30 | -       |
| 7  | MB Rouissat (D3)    | 1 - 2 (a.p)            | JS Kabylie (D1)            | Stade 18 Février OPOW, Ouargla            | 16 décembre 2016, 14h45 | -       |
| 8  | USM Alger (D1)      | 1 - 0                  | CA Batna (D1)              | Stade Omar Hamadi de Bologhine, Alger     | 16 décembre 2016, 16h00 | -       |
| 9  | CRB Hennaya (D4)    | 2 - 3 (a.p)            | CA Bordj Bou Arreridj (D2) | Stade Frères Nouali de Maghnia, Tlemcen   | 16 décembre 2016, 14h45 | -       |
| 10 | USM Khenchela (D3)  | 2 - 2 « 3 - 4 t.a.b. » | Paradou AC (D2)            | Stade Hamam Amar, Khenchela               | 17 décembre 2016, 14h30 | -       |
| 11 | CAM Skikda (D5)     | 0 - 4                  | US Beni Douala (D3)        | Stade 20 Août 1955, Skikda                | 17 décembre 2016, 14h30 | -       |
| 12 | MC Saïda (D2)       | 2 - 0                  | USM Blida (D2)             | Stade 13 Avril 1958, Saïda                | 16 décembre 2016, 14h45 | -       |
| 13 | CR Belouizdad (D1)  | 2 - 1                  | US Chaouia (D3)            | Stade 20 Août 1955 de Ruisseau, Alger     | 14 décembre 2016, 17h30 | -       |
| 14 | DRB Staouéli (D5)   | 0 - 5                  | ES Sétif (D1)              | Stade Omar Hamadi de Bologhine, Alger     | 15 décembre 2016, 16h30 | -       |
| 15 | ASO Chlef (D2)      | 2 - 1                  | MC Oran (D1)               | Stade Mohamed Boumezrag, Chlef            | 16 décembre 2016, 16h00 | -       |
| 16 | IS Tighenif (D4)    | 0 - 2                  | NA Hussein Dey (D1)        | Stade de l'Unité Africaine, Mascara       | 17 décembre 2016, 15h00 | -       |

## Huitièmes de finale
| # | Club à domicile            | Résultat               | Club à l'extérieur  | Lieu                                   | Date et heure    | Rapport |
| - | -------------------------- | ---------------------- | ------------------- | -------------------------------------- | ---------------- | ------- |
| 1 | USM Bel Abbès (D1)         | 0 - 0 « 5 - 4 t.a.b. » | USM Alger (D1)      | Stade 24 février 1956, Sidi Bel Abbès  | 27 décembre 2016 |         |
| 2 | Paradou AC (D2)            | 0 - 0 « 5 - 6 t.a.b. » | NA Hussein Dey (D1) | Stade Omar Benrabah, Dar El Beïda      | 28 décembre 2016 |         |
| 3 | MC Saïda (D2)              | 1 - 1 « 4 - 5 t.a.b. » | CR Belouizdad (D1)  | Stade 13 Avril 1958, Saida             | 28 décembre 2016 |         |
| 4 | ASO Chlef (D2)             | 2 - 4 (a.p)            | US Tebessa (D3)     | Stade Mohamed Boumezrag, Chlef         | 28 décembre 2016 |         |
| 5 | JS Kabylie (D1)            | 1 - 0                  | NB El Fedjoudj (D4) | Stade 1 novembre 1954, Tizi Ouzou      | 27 décembre 2016 |         |
| 6 | ES Sétif (D1)              | 2 - 2 « 7 - 6 t.a.b. » | JS Saoura (D1)      | Stade 8 Mai 1945, Sétif                | 27 décembre 2016 |         |
| 7 | CA Bordj Bou Arreridj (D2) | 1 - 0                  | USM El Harrach (D1) | Stade 20 Août 1955, Bordj Bou Arréridj | 28 décembre 2016 |         |
| 8 | MC Alger (D1)              | 7 - 1                  | US Beni Douala (D3) | Stade Omar Hamadi de Bologhine, Alger  | 27 décembre 2016 |         |

## Quarts de finale
| # | Club à domicile    | Résultat               | Club à l'extérieur         | Lieu                                  | Date et heure       |
| - | ------------------ | ---------------------- | -------------------------- | ------------------------------------- | ------------------- |
| 1 | ES Sétif (D1)      | 4 - 0                  | US Tébessa (D3)            | Stade du 8 mai 1945, Sétif            | 31 Mars 2017, 16h00 |
| 2 | USM Bel-Abbès (D1) | 4 - 0                  | NA Hussein Dey (D1)        | Stade 24 février 1956, Sidi Bel-Abbès | 1 avril 2017, 16h00 |
| 3 | MC Alger (D1)      | 0 - 0 « 3 - 1 t.a.b. » | JS Kabylie (D1)            | Stade du 5 juillet 1962, Alger        | 1 avril 2017, 16h00 |
| 4 | CR Belouizdad (D1) | 2 - 1                  | CA Bordj Bou Arreridj (D2) | Stade 20 Août 1955 de Ruisseau, Alger | 31 Mars 2017, 16h00 |

## Demi-finales
| # | Club à domicile    | Résultat               | Club à l'extérieur | Lieu                                  | Date et heure       |
| - | ------------------ | ---------------------- | ------------------ | ------------------------------------- | ------------------- |
| 1 | CR Belouizdad (D1) | 0 - 0 « 6 - 5 t.a.b. » | USM Bel-Abbès (D1) | Stade 20 Août 1955 de Ruisseau, Alger | 20 Juin 2017, 22h30 |
| 2 | MC Alger (D1)      | 2 - 3 (a.p)            | ES Sétif (D1)      | Stade Omar Hamadi de Bologhine, Alger | 24 Juin 2017, 22h30 |

## Finale
| Finale               | CR Belouizdad     | 1 - 0   | ES Sétif | Stade du 5 Juillet 1962, Alger                                                                                | |
| 5 Juillet 2017 16h45 | 117e Yahia Cherif | (0 - 0) |          | Diffuseur : EPTV, Bein Sport, Al-Kass Sports Arbitrage : Mustapha Ghorbal Abdelhak Etchiali Bouabdellah Omari | Diffuseur : EPTV, Bein Sport, Al-Kass Sports Arbitrage : Mustapha Ghorbal Abdelhak Etchiali Bouabdellah Omari |
| 5 Juillet 2017 16h45 | Rapport           |         |          | Diffuseur : EPTV, Bein Sport, Al-Kass Sports Arbitrage : Mustapha Ghorbal Abdelhak Etchiali Bouabdellah Omari | Diffuseur : EPTV, Bein Sport, Al-Kass Sports Arbitrage : Mustapha Ghorbal Abdelhak Etchiali Bouabdellah Omari |

| Gardien de but | 30 | Abdelkader Salhi     |     |      |
|                | 17 | Amir Belaili         |     |      |
|                | 27 | Abdellah Chebira     | 78e | 112e |
|                | 23 | Hakim Khoudi         |     |      |
| Capitaine      | 19 | Tarek Cheurfaoui     |     | 79e  |
|                | 4  | Mohamed Naâmani      |     |      |
|                | 6  | Mohamed Heriat       |     |      |
|                | 14 | Zakaria Draoui       | 33e |      |
|                | 20 | Mokhtar Amir Lamhene |     |      |
|                | 10 | Feham Bouazza        |     |      |
|                | 28 | Ali Lakroum          |     | 89e  |
| Remplaçants :  |    |                      |     |      |
|                | 25 | Sid Ali Yahia Cherif |     | 79e  |
|                | 12 | Karim Aribi          |     | 89e  |
|                | 31 | Adem Izghouti        |     | 112e |
| Entraîneur :   |    |                      |     |      |
|                |    | Badou Zaki           |     |      |
| Adjoint :      |    |                      |     |      |
|                |    | Ali Moussa           |     |      |

| Gardien de but | 1  | Sofiane Khedaïria          |     |     |
|                | 2  | Sofiane Bouchar            |     | 71e |
|                | 27 | Zakaria Haddouche          |     | 95e |
|                | 15 | Abdelkader Bedrane         | 75e |     |
|                | 20 | Ryad Kamar Eddine Kheniche |     |     |
|                | 25 | Miloud Rebiaï              |     |     |
|                | 13 | Sid Ali Lamri              | 65e |     |
|                | 8  | Hamza Ait Ouamar           |     |     |
|                | 7  | Akram Djahnit              |     |     |
| Capitaine      | 10 | Abdelmoumene Djabou        |     |     |
|                | 11 | Adel Bougueroua            |     |     |
| Remplaçants :  |    |                            |     |     |
|                | 12 | Abdelhakim Amokrane        |     | 71e |
|                | 22 | Sofiane Boutteba           |     | 95e |
|                |    |                            |     |     |
| Entraîneur :   |    |                            |     |     |
|                |    | Kheireddine Madoui         |     |     |
| Adjoint :      |    |                            |     |     |
|                |    | Malik Zorgane              |     |     |

## Buteurs
| Rang | Joueur      | Club          | Buts |
| ---- | ----------- | ------------- | ---- |
| 1    | Boulaouidet | JS Kabylie    | 5    |
| 2    | Balegh      | USM Bel-Abbès | 3    |
| 2    | Bendjedda   | US Tébessa    | 3    |